# Mer d'Okhotsk
La mer d'Okhotsk (en russe : Охотское море, Okhotskoïe more, /ɐˈxot͡skəjə ˈmorʲe/ ; en japonais : オホーツク海, Ohōtsuku-kai) est une mer marginale et épicontinentale de l'océan Pacifique, située entre la côte de l'oblast de Magadan au nord, la péninsule du Kamtchatka au nord-est, les îles Kouriles au sud-est, l'île de Hokkaidō à l'extrême sud, l'île de Sakhaline au sud-ouest et les côtes du kraï de Khabarovsk au nord-ouest. Elle tire son nom d'Okhotsk, la plus ancienne ville russe de la région, qui elle-même tire son nom du fleuve Okhota, coulant dans le Nord du kraï de Khabarovsk. Les eaux de cette mer comprennent le détroit de Nevelskoï.

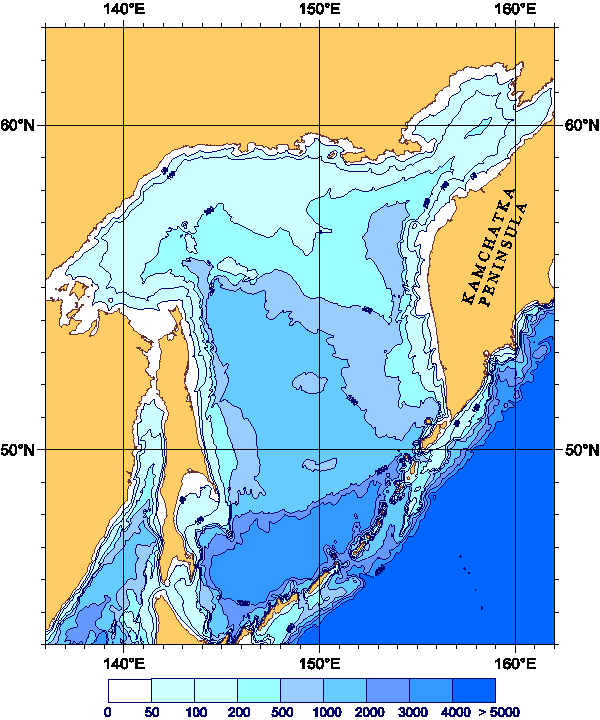
Carte bathymétrique de la mer d'Okhotsk.

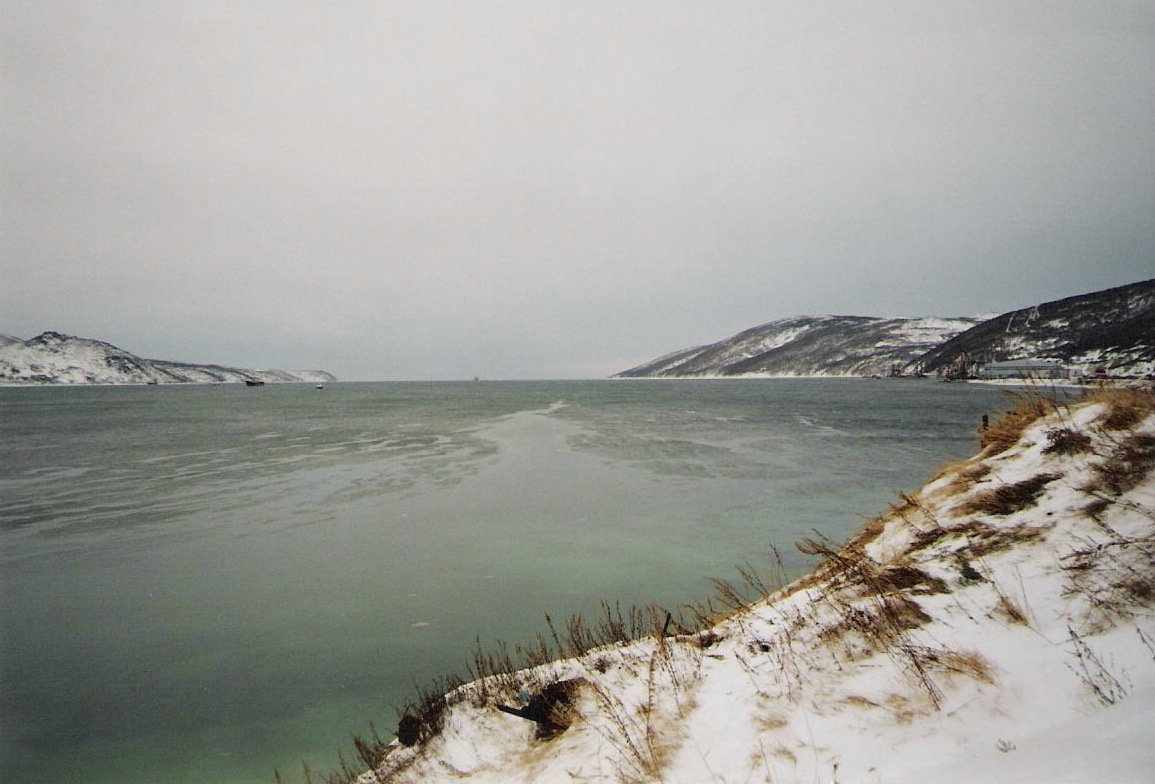
La baie de Nagaïevo, vue de Magadan.

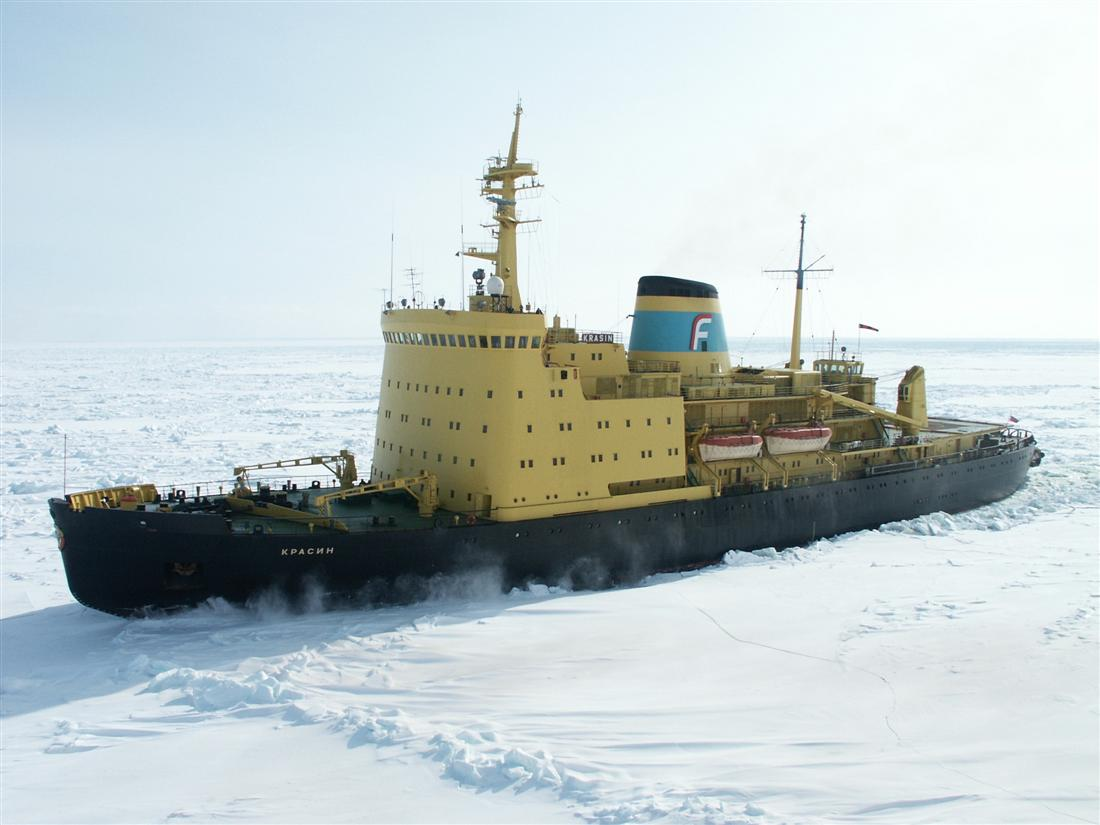
Le brise-glace Krassine en mer d'Okhotsk, en partance pour la base antarctique McMurdo.

## Géographie
L'Organisation hydrographique internationale définit les limites de la mer d'Okhotsk de la façon suivante :
- au sud-ouest :
- dans le détroit de La Pérouse (ou détroit de Sōya) : une ligne joignant le cap Sōya (45° 31′ 22″ N, 141° 56′ 12″ E), en territoire japonais, au cap Crillon (45° 53′ 35″ N, 142° 04′ 51″ E) dans l'oblast de Sakhaline, en Russie ;
- dans le détroit de Tatarie : du mys Tyk (cap Tyk) (51° 44′ 56″ N, 141° 40′ 16″ E), dans l'oblast de Sakhaline (Russie), au mys Yuzhnyy (autrefois cap Sushchëva) (51° 40′ 56″ N, 141° 06′ 21″ E), dans le kraï de Khabarovsk (Russie).
- au sud-est : une ligne ayant son origine au cap Nosappu (43° 23′ 07″ N, 145° 49′ 02″ E)  dans l’île de Hokkaidō, se poursuivant d'île en île à travers l'archipel des Kouriles jusqu’au cap Lopatka (50° 51′ 55″ N, 156° 39′ 53″ E), la pointe sud du Kamtchatka, de telle manière que tous les détroits et chenaux compris entre Hokkaidō et le Kamtchatka soient inclus dans la mer d’Okhotsk.

En hiver la navigation devient difficile, voire impossible, car l'eau douce en provenance de l'Amour amoindrit la salinité de la mer, et facilite la formation de glace. On constate alors l'apparition de nombreuses plaques de glace flottantes, dont la densité et la répartition sont relativement imprévisibles, notamment en raison des courants et des facteurs climatiques. Les îles principales de la mer d'Okhotsk sont Sakhaline, les îles Kouriles, Grande Chantar (en russe Bolchoî Chantar) et Feklistova.
À l'exception de Hokkaidō, une des îles de l'archipel japonais, la mer est entourée de tous côtés par des territoires russes. Les îles Kouriles du Sud sont cependant revendiquées par le Japon depuis leur invasion en 1945.

## Origine du nom
Le terme russe Охотск, Okhotsk dérive du fleuve Okhota, nom probablement toungouse (okat signifiant « rivière »), mais peut-être russe (okhota signifiant « chasse »). La mer n'a pas de nom d'origine japonaise : en japonais, elle s'appelle オホーツク海 (Ohōtsuku-kai), nom dont la première partie (オホーツク, Ohōtsuku) est la transcription du russe Охотск (海 signifie pour sa part « mer » en japonais).

## Histoire
Les explorateurs Ivan Moskvitine et Vassili Poïarkov furent les premiers Russes à visiter la mer d'Okhotsk ainsi que l'île de Sakhaline dans les années 1640. La première installation russe sur la rive fut le port d'Okhotsk qui céda sa suprématie commerciale au port d'Aïan dans les années 1840. La Compagnie russe d'Amérique avait le monopole de la navigation commerciale durant la première moitié du XIXe siècle.
La deuxième expédition du Kamtchatka, menée par Vitus Béring, entre 1733 et 1743, permit de cartographier la totalité de la côte. Jean-François de La Pérouse et William Robert Broughton furent les premiers navigateurs européens non russes connus pour avoir navigué sur ces eaux. Johann Adam von Krusenstern explora la partie orientale de l'île de Sakhaline en 1805. Mamiya Rinzō puis Guennadi Nevelskoï découvrirent que Sakhaline était en fait une île séparée du reste du continent par un mince détroit. Le premier rapport d'hydrologie détaillé sur la mer d'Okhotsk fut rédigé et publié par Stepan Makarov en 1894.
Durant le XIXe siècle, la mer d'Okhotsk était un lieu prisé par les baleiniers en provenance des États-Unis. Les navires en partance du Massachusetts s'y rendaient via le cap Horn, dans l'espoir de capturer des baleines avant de repartir. La perspective de ramener de l'huile de baleine que l'on pouvait revendre au prix fort décidait les marins, bien que la durée du voyage complet fût d'environ trois ans.
Dans les années 1920, les ressources halieutiques, notamment des produits de luxe comme le crabe royal ou le saumon sauvage, sont exploitées par le Japon afin d'être exportées. La pêche se fait dans des conditions très difficiles pour les ouvriers et marins.
Durant la guerre froide, la mer d'Okhotsk fut le théâtre d'opérations de la marine de guerre américaine pour mettre sur écoute les câbles de communication sous-marins de la marine soviétique. La flotte soviétique du Pacifique utilisait la mer d'Okhotsk comme zone d'essai pour ses missiles sous-marins, une activité stratégique que la Russie a conservée.
La mer est particulièrement victime du réchauffement climatique et sa surface de glace l'hiver diminue.

## Ressources énergétiques fossiles
Vingt-neuf zones d'accumulations potentielles de gaz ou de pétrole ont été identifiées sur le plateau de la mer d'Okhotsk qui longe la côte. Les réserves totales sont estimées à 3,5 milliards de tonnes de carburant, incluant 1,2 milliard de tonnes de pétrole et 1,5 milliard de tonnes de gaz.

## Ressources halieutiques et pêche
L'enclave de haute mer dans la mer d'Okhotsk ne faisait pas partie de la zone économique exclusive russe jusqu'en 2014.

## Ports sur la mer d'Okhotsk
- Japon (Hokkaidō) :
  - Abashiri,
  - Monbetsu,
  - Wakkanai ;
- Russie :
  - Okhotsk (Kraï de Khabarovsk),
  - Magadan (Magadan),
  - Palana (Kamtchatka),
  - Korsakov (Sakhaline).